# Demografia Estonii

## Zmiany demograficzne w Estonii
| Liczba mieszkańców Estonii w obecnych granicach kraju | Liczba mieszkańców Estonii w obecnych granicach kraju | Liczba mieszkańców Estonii w obecnych granicach kraju | Liczba mieszkańców Estonii w obecnych granicach kraju | Liczba mieszkańców Estonii w obecnych granicach kraju | Liczba mieszkańców Estonii w obecnych granicach kraju | Liczba mieszkańców Estonii w obecnych granicach kraju | Liczba mieszkańców Estonii w obecnych granicach kraju | Liczba mieszkańców Estonii w obecnych granicach kraju | Liczba mieszkańców Estonii w obecnych granicach kraju | Liczba mieszkańców Estonii w obecnych granicach kraju |
| Rok                                                   | 1897 spis                                             | 1922 spis                                             | 1934 spis                                             | 1945 szac.                                            | 1959 spis                                             | 1970 spis                                             | 1989 spis                                             | 2000 spis                                             | 2011 spis                                             |                                                       |
| ----------------------------------------------------- | ----------------------------------------------------- | ----------------------------------------------------- | ----------------------------------------------------- | ----------------------------------------------------- | ----------------------------------------------------- | ----------------------------------------------------- | ----------------------------------------------------- | ----------------------------------------------------- | ----------------------------------------------------- | ----------------------------------------------------- |
| Populacja                                             | 986 000                                               | 1 107 059                                             | 1 126 413                                             | 854 000                                               | 1 196 791                                             | 1 359 079                                             | 1 565 662                                             | 1 340 127                                             | 1 294 236                                             |                                                       |
| Zmiana                                                | -                                                     | 121 059                                               | 19 354                                                | 272 413                                               | 342 791                                               | 162 288                                               | 206 583                                               | 225 535                                               | 45 891                                                |                                                       |
| Odsetek Estończyków                                   | 90%                                                   | 87,7%                                                 | 88,2%                                                 | 97,3%                                                 | 74,6%                                                 | 68,2%                                                 | 61,5%                                                 | 67,9%                                                 | 68,7%                                                 |                                                       |

## Struktura wyznaniowa
| Religia/Wyznanie         | 1922  | 2007  |
| Protestantyzm            | 79,7% | 13,8% |
| Bezwyznaniowość          | 0,7%  | 72,8% |
| Kościół rzymskokatolicki | 0,3%  | 0,3%  |
| Prawosławie              | 19%   | 12,7% |